# Медведюк, Владимир Фаддеевич
Влади́мир Фадде́евич Медведю́к (15 июля 1888, Луков, Седлецкая губерния, Российская империя — 3 декабря 1937, Бутовский полигон, Московская область —  священнослужитель Русской православной церкви, священномученик (память 20 ноября, в Соборе новомучеников и исповедников Российских и в Соборе новомучеников, в Бутове пострадавших, переходящая).

## Духовное образование и служение
Из украинской семьи. Отец Владимира Медведюка, рабочий на железной дороге, желал, чтобы сын служил в храме. Окончив в 1910 году духовное училище, Владимир стал псаломщиком в православном соборе города Радома (Польша). Во время Первой мировой войны Медведюк попал в Москву, где в 1915 году женился. В следующем году был рукоположён во диакона ко храму во имя мученицы Ирины на Воздвиженке, в 1919 году рукоположён во иерея ко храму во имя преподобного Саввы Сторожевского (подворья Саввино-Сторожевского монастыря) на Тверской улице. В 1921 году назначен настоятелем храма во имя святителя Митрофана Воронежского, отстоял храм при попытках его захвата обновленцами, несмотря на угрозы лично Антонина (Грановского).

## Репрессии и мученическая смерть
В 1925 году отец Владимир Медведюк был арестован, под угрозой расправы дал согласие на сотрудничество с ОГПУ, после чего был освобождён. Полученные Медведюком от ОГПУ задания преимущественно касались Местоблюстителя патриаршего престола митрополита Петра (Полянского). Священник их исполнял, но спустя некоторое время решил прекратить свои отношения с ОГПУ и покаялся на исповеди в грехе предательства.
9 декабря 1929 года Владимира вызвали в ОГПУ, и он заявил следователю, что отказывается от дальнейшего сотрудничества. В течение трёх суток его уговаривали переменить свое решение, но он на это не согласился, заявив, что он уже рассказал обо всем священнику на исповеди. 11 декабря был выписан ордер на арест Владимира Медведюка, его обвиняли в «разглашении… сведений, не подлежащих оглашению». 3 февраля 1930 года Коллегия ОГПУ приговорила Владимира Медведюка к трём годам исправительно-трудовых лагерей. Наказание отбывал на строительстве Беломорско-Балтийского канала.
В 1932 году, после окончания срока заключения, Медведюк поселился с семьёй в Загорске (ныне Сергиев Посад), продолжал служить в московском храме во имя святителя Митрофана Воронежского. В 1933 году храм был закрыт, Медведюк получил место священника в храме во имя Троицы Живоначальной в селе Язвище Волоколамского района. В 1935 году иерей Владимир Медведюк был возведён в сан протоиерея. Дружеские отношения связывали Медведюка с протодиаконом Николаем Цветковым, в будущем священномученику. Медведюк часто обращался к нему для разрешения затруднительных вопросов, жившему, совершал богослужения у него дома в Волоколамске.
24 ноября 1937 года отец Владимир Медведюк был вновь арестован и обвинён в «контрреволюционной и антисоветской агитации». Обвинение основывалось на доносе, что к священнику ежедневно приходит до 20 человек, в основном старух и стариков, из разных колхозов Волоколамского и Новопетровского районов. Медведюк виновным в предъявленном обвинении себя не признал.
Протоиерей Владимир Медведюк расстрелян 3 декабря 1937 года на Бутовском полигоне по приговору тройки УНКВД по Московской области от 29 ноября 1937 года. Реабилитирован посмертно 4 июля 1991 года.

## Прославление
Прославлен в лике священномучеников юбилейным Архиерейским собором Русской православной церкви в 2000 году.
В августе 2018 года в Петровском парке в Москве состоялось великое освящение храма священномученика Владимира Медведюка и новомучеников и исповедников Российских. Великое освящение крестильного храма и литургию совершил управляющий Северным и Северо-Западным викариатствами епископ Бронницкий Парамон (Голубка). Владыке сослужили настоятель храма протоиерей Димитрий Смирнов, другое духовенство.